# 元石川町 (横浜市)
元石川町（もといしかわちょう）は、神奈川県横浜市青葉区の地名。「丁目」の設定のない単独町名である。住居表示未実施区域。

## 概要
横浜市青葉区東部に位置する。地域内は神奈川県立元石川高等学校、ウシオ技術研究所がある。大部分が市街化調整区域で北部は農業専用地区に指定されており、野菜や果実を生産している。
東は美しが丘、西は美しが丘西・荏子田、南はあざみ野・大場町、北は美しが丘西と接している。

## 歴史

### 沿革
- 1868年（慶応4年）6月17日 - 神奈川府が設置され、神奈川府都筑郡石川村となる。
- 1868年（明治元年）9月1日 - 神奈川府が神奈川県となり、神奈川県都筑郡石川村となる。
- 1872年（明治5年）10月10日 - 大区小区制に伴い第7大区7小区に属す。
- 1878年（明治11年） - 郡区町村編制法の制定に伴い、もとの神奈川県都筑郡石川村となる。
- 1889年（明治22年） - 都筑郡荏田村、黒須田村と合併し、都筑郡山内村大字石川となる。
- 1939年（昭和14年）4月1日 - 横浜市に編入し、横浜市港北区元石川町となる[6]。

この地域の町名について、旧村名の「石川」を残すことを地元が望んだこと、また、編入前の横浜市内にある石川町（中区の石川町）と区別するために、｢元｣の字を冠して「元石川町」となった。
- 1969年（昭和44年）1月15日 - 土地区画整理事業（元石川第一）[7]に伴い、一部が分離し、美しが丘一丁目〜三丁目となる[8]。
- 1969年（昭和44年）10月1日 - 港北区から緑区が分区。横浜市緑区元石川町となる[9]。
- 1972年（昭和44年）7月26日 - 土地区画整理事業（元石川第二）[7]に伴い、一部が分離して美しが丘四丁目・五丁目となる[10]。
- 1973年（昭和51年）10月26日 - 土地区画整理事業（嶮山第一）[7]に伴い、一部が分離してすすき野一丁目、すすき野三丁目となる（一部は黒須田町および鉄町から）[11]。
- 1976年（昭和51年） - 土地区画整理事業（元石川大場）[7]に伴い、一部が分離してあざみ野一丁目〜四丁目となる（一部は大場町および美しが丘から）[12]。
- 1979年（昭和54年）2月18日 - 土地区画整理事業（元石川第三）[7]に伴い、一部が分離して新石川一丁目〜四丁目となる[13]。
- 1984年（昭和59年）4月29日 - 土地区画整理事業（荏子田）[7]に伴い、一部が分離して荏子田一丁目〜三丁目となる（一部は大場町から）[14]。
- 1989年（平成元年）11月5日 - 土地区画整理事業（保木）[7]に伴い、一部が分離して美しが丘西一丁目〜三丁目となる[15]。
- 1992年（平成4年）9月6日 - 土地区画整理事業（赤田）[7]に伴い、一部をあざみ野南一丁目、あざみ野南二丁目、あざみ野南三丁目、あざみ野二丁目、荏田町、新石川一丁目に編入する[16]。
- 1994年（平成6年）11月6日 - 港北区と緑区を再編し、青葉区と都筑区を新設。横浜市青葉区元石川町となる[17]。

### 町名の変遷
| 実施後   | 実施年月日     | 実施前（各町名ともその一部） |
| -------- | -------------- | ---------------------------- |
| 元石川町 | 昭和14年4月1日 | 大字石川                     |

## 世帯数と人口
2025年（令和7年）6月30日現在（横浜市発表）の世帯数と人口は以下の通りである。
| 町丁     | 世帯数    | 人口    |
| -------- | --------- | ------- |
| 元石川町 | 1,422世帯 | 2,964人 |

### 人口の変遷
国勢調査による人口の推移。
| 年                 | 人口  |
| ------------------ | ----- |
| 1995年（平成7年）  | 3,005 |
| 2000年（平成12年） | 2,979 |
| 2005年（平成17年） | 3,022 |
| 2010年（平成22年） | 3,059 |
| 2015年（平成27年） | 3,031 |
| 2020年（令和2年）  | 3,065 |

### 世帯数の変遷
国勢調査による世帯数の推移。
| 年                 | 世帯数 |
| ------------------ | ------ |
| 1995年（平成7年）  | 1,055  |
| 2000年（平成12年） | 1,120  |
| 2005年（平成17年） | 1,137  |
| 2010年（平成22年） | 1,141  |
| 2015年（平成27年） | 1,175  |
| 2020年（令和2年）  | 1,235  |

## 学区
市立小・中学校に通う場合、学区は以下の通りとなる（2024年11月時点）。
| 番地 | 小学校                     | 中学校                 |
| --- | -------------------------- | ---------------------- |
| 3490〜3492番地、3541〜3659番地 3694〜3711番地の6 3711番地の10〜11、13〜15 5220〜5229番地、5234〜5235番地 5240〜6699番地、6785〜7137番地 7245〜7246番地、7268番地 7270〜7271番地、7309番地 7311〜7314番地、7442〜7511番地 7514〜8150番地                                                     | 横浜市立元石川小学校       | 横浜市立山内中学校     |
| 7138〜7244番地、7247〜7267番地 7269番地、7272〜7308番地 7310番地、7315〜7441番地 7512〜7513番地 | 横浜市立美しが丘西小学校   | 横浜市立山内中学校     |
| 3693番地、3711番地の7〜9 3711番地の12、3712〜3713番地 | 横浜市立荏子田小学校       | 横浜市立あざみ野中学校 |
| 3714〜3783番地の1、3786番地の1 3787〜4109番地、4111番地の11〜4127番地 4133〜4134番地、4145〜4341番地 4378番地、4494番地、4526番地 4562〜4572番地、4574〜4575番地 4586〜4601番地、4616番地の7〜4777番地 4862番地、4881番地、4962番地 5069〜5070番地、5076〜5077番地 5109番地、5148〜5151番地 | 横浜市立あざみ野第一小学校 | 横浜市立あざみ野中学校 |

## 事業所
2021年（令和3年）現在の経済センサス調査による事業所数と従業員数は以下の通りである。
| 町丁     | 事業所数 | 従業員数 |
| -------- | -------- | -------- |
| 元石川町 | 95事業所 | 1,233人  |

### 事業者数の変遷
経済センサスによる事業所数の推移。
| 年                 | 事業者数 |
| ------------------ | -------- |
| 2016年（平成28年） | 95       |
| 2021年（令和3年）  | 95       |

### 従業員数の変遷
経済センサスによる従業員数の推移。
| 年                 | 従業員数 |
| ------------------ | -------- |
| 2016年（平成28年） | 1,126    |
| 2021年（令和3年）  | 1,233    |

## 施設
- 神奈川県立元石川高等学校
- ウシオ電機横浜事業所
- 覚永寺 - 浄土真宗本願寺派
- 徳入寺 - 仏教系単立
- 御嶽社

## その他

### 日本郵便
- 郵便番号 : 225-0004[3]（集配局：青葉郵便局[27]）

### 警察
町内の警察の管轄区域は以下の通りである。
| 番・番地等 | 警察署     | 交番・駐在所 |
| ---------- | ---------- | ------------ |
| 全域       | 青葉警察署 | すすき野交番 |